# Andasta siltte
Andasta siltte е вид паякообразно от семейство Theridiosomatidae. Видът е критично застрашен от изчезване.

## Разпространение
Разпространен е в Сейшели.